# Dům a ateliér Luise Barragána
Dům a ateliér Luise Barragána je stavba vysoké architektonické a umělecké hodnoty zapsaná od roku 2004 na seznamu světového dědictví UNESCO. Nachází se v Ciudad de México, městské části Miguel Hidalgo, přesná adresa je calle General Francisco Ramírez 12 a 14. Je uveden v katalogu moderní architektury mezinárodní organizace Iconic Houses, která sdružuje mimořádná díla světových architektů, architektonicky významné domy, domy umělců a ateliéry z 20. století přístupné veřejnosti jako domovní muzea.
Dům byl vystavěn v roce 1948 na návrh Luise Barragána, který dům následně obýval. Jde o ojedinělý příklad architektovy tvůrčí práce v poválečném období. Betonová stavba o celkové výměře 1 162 m² disponuje kromě přízemí i 2 patry a malou zahrádkou. Barragánova práce kombinuje moderní a tradiční umělecké prvky a proudy a spojuje je do nové jedinečné formy.
Objekt je využíván jako muzeum. Prohlídky jsou pouze možné ve skupině s průvodcem.